# Cereceda de la Sierra
Cereceda de la Sierra és un municipi de la província de Salamanca a la comunitat autònoma de Castella i Lleó.

## Demografia
| 1991 | 1996 | 2001 | 2004 | 2009 | 2010 |
| ---- | ---- | ---- | ---- | ---- | ---- |
| 128  | 109  | 92   | 94   | 128  | 101  |